# Menkea draboides
Menkea draboides là một loài thực vật có hoa trong họ Cải. Loài này được (Hook.) Hook. f. ex Benth. mô tả khoa học đầu tiên năm 1863.